# Estación de Pere IV
Pere IV (en español Pedro IV) es una estación de la línea T4 del Trambesòs de Barcelona. Está ubicada en la avenida Diagonal, entre su intersección con las calles Castella y Pere IV, en el distrito de San Martín. 

## Historia
Esta estación se inauguró el 8 de mayo de 2004, coincidiendo con la apertura al público del Trambesòs.

## Líneas y conexiones
| << cabecera | < estación  | línea | estación > | cabecera >>           |
| ----------- | ----------- | ----- | ---------- | --------------------- |
| Verdaguer   | Ca l'Aranyó |       | Fluvià     | Estació de Sant Adrià |